# Majorette (marca)
Majorette é uma marca de miniaturas de carros de brinquedo francesa da categoria die-cast, fabricante de diversos tipos de veículos com cerca de 7,5 centímetros de comprimento (escala 1:64).
Tradicionalmente, a produção das miniaturas era centrada na área urbana de Lyon, porém, atualmente as miniaturas são fabricadas na Tailândia.

## História

### Início da Majorette
Em 1961, Emile Véron, membro da família que também criou a marca Norev (nome da família Véron escrito ao contrário), fundou a "Rail-Route", marca dedicada a produtos relacionados ao ferromodelismo, fazendo miniaturas de trens e seus acessórios, desta forma, criando o embrião da Majorette. Em 1964, chega ao mercado o primeiro modelo de carro em miniatura sob o nome da marca Majorette. A empresa rapidamente assume a liderança da produção de miniaturas die-cast na França, tendo como principais correntes no segmento a Matchbox, a Siku e mais tarde a Tomica, embora as miniaturas da Majorette não tivessem o mesmo realismo e detalhamento em comparação com as concorrentes. Somente em 1967 o nome Majorette é oficializado como o nome da marca.
Embora o foco de produção ter sido modelos de carros franceses como os da Peugeot e Renault, a Majorette produziu outras marcas licenciadas, incluindo marcas europeias e norte-americanas como os da General Motors, Ford e Chrysler, além das marcas japonesas Nissan e a Toyota.

### Expansão da Majorette
No início da década de 1970, a Majorette investiu na produção de miniaturas com mais qualidade, incorporando recursos como a abertura de portas e capôs, peças plásticas translúcidas e sistemas de suspensão com molas, tornando seus produtos, na mesma época, superiores aos carros Minijet franceses da Norev, como foi demonstrado pelos modelos Citroen CX de ambas as empresas pois o acabamento da pintura do modelo da Majorette era mais consistente e menos densamente aplicado em comparação com o Norev. As portas das Majorettes são suspensas, assim como a suspensão. Placas de matrícula e peças plásticas detalhadas diferenciam as Majorettes mais antigas. Mais peças de plástico dos carros Norev e as bases de metal eram comuns em seus novos modelos fundidos, em contraste com as da Majorette que tinham bases de plástico e impressão tampo mais barata para faróis em vez de peças de plástico transparente. Para efeito de comparação, as rodas Norev eram réplicas detalhadas e mais realistas em comparação com o detalhamento dos modelos da Majorette.
Em 1977, são realizadas negociações de licença para fabricação das miniaturas Majorette para a Inbrima no Brasil, na Zona franca de Manaus e para a Kiko, no Rio de Janeiro, do investidor A. Kikoler.
Em 1980, a Majorette comprou a marca francesa Solido, fabricante de miniaturas die-cast em escalas maiores. Na mesma época, a Majorette investiu numa estratégia de marketing na tentativa de melhorar as vendas de suas miniaturas, aplicando tintas mais brilhantes, grandes estampas de tampões e carrocerias ligeiramente exageradas. Apesar de ter sido bem executado e os modelos tenham perdido certo realismo, as miniaturas apresentavam mais atrativos em sua solidez e estilo em relação aas miniaturas das concorrentes.
Com o passar do tempo, as miniaturas da Majorette começaram a perder o orgulhoso e familiar "Made in France" em suas bases e embalagens. Na verdade, a própria tradicional base de metal prateada e brilhante desapareceu gradualmente dos novos modelos, sendo substituída pelo plástico preto comum, uma típica solução econômica em muitas marcas de brinquedos. A perda não foi apenas visual ou tátil, as miniaturas da Majorette perderam seu peso característico e sensação de solidez.
Em 1987, a fabricação dos modelos da Majorette é concentrada na Tailândia. Na mesma época, a Majorette adquiriu a Minia Porto – Jogos e Brinquedos Ltda, em Paredes, a 36 km da cidade de Porto, em Portugal, e a renomeia como NOVACAR, iniciando a produção das miniaturas no país.

### Crise e Recomeço
A Majorette dependia fortemente de vendas comerciais para o mercado internacional. Na década de 1980, a Majorette USA foi estabelecida em Miami, Flórida, mas com uma curta duração pois as miniaturas da Majorette não obtiveram grandes vendas no varejo dos Estados Unidos entre as décadas de 1990 e 2000. Na mesma época, é encerrada a produção de miniaturas da NOVACAR em Portugal.
Em 1992, a empresa entra em regime falimentar e é declarada insolvente, sendo adquirida pela Idéal Loisirs em 1993, cuja empresa é comprada pela Triumph-Adler em 1996 que transfere toda a produção da marca para a Tailândia, com uma fábrica construída na Zona de Promoção Industrial de Nava Nakorn, na província de Pathum Thani, com 1.000 m², produzindo miniaturas com melhores peças fundidas, bem como uma mudança visual da marca que incluiu modificações no seu logotipo tradicional e um enfraquecimento da estética brilhante nas cartelas dos anos anteriores, fazendo uma sintonia com a tendência da indústria automobilística de usar tintas metálicas mais lisas. Apesar de algumas escolhas de tinta ruins ocasionais e uma fixação intrigante com o cinza prateado, a mudança de estilo das miniaturas obteve sucesso.
Em 2003, a Majorette e a Solido são compradas pelo Grupo Smoby, criando a "Smoby Majorette", porém, em 2007 ocorre a falência da empresa. Em 2008, a MI29, um fundo de investimento francês dono da Bigben Interactive compra a Majorette.
Em 2009, a Smoby Toys transfere a tecnologia de produção e licença para uso da marca Majorette para o Grupo Brasileiro GULLIVER S/A MANUFATURA DE BRINQUEDOS.
Em 2010, o Grupo franco-alemão Simba Dickie adquire a Majorette e a Solido e seus escritórios na França em “Haute Jura”, instalações de produção da marca na Tailândia e seu centro de distribuição em Hong Kong.
A produção da linha "Majorette 200" continuou sendo realizada na Tailândia enquanto os modelos mais novos são produzidos na China, tendo a distribuição e venda de produtos da Majorette tanto diretamente quanto através de grandes redes varejistas na Europa e Ásia. No mesmo ano, as linhas da Majorette oferecidas nas séries "Singles", modelos no formato e estilo padrão; série "Extractor", modelos de construção; "SOS", modelos de viaturas das polícia, bombeiros e ambulância; "Trailers", caminhões e veículos com reboques (semelhantemente aos modelos da série "300"); "Farm" com tratores CLAAS; "Motocicletas"; Monster trucks "Rockerz" 4x4; "Aviões e Helicópteros"; "Pinder" Circus e "Racing" com carros e caminhões de corrida com reboques; "Majo-Teams", oferecendo veículos de diferentes tamanhos com diferentes temas, lembrando os modelos produzidos pela marca na década de 1990; além da linha de carros "Eco Tech" apresentando veículos elétricos, híbridos e outros tipos de veículos ecologicamente corretos.
Ainda em 2010, semelhante as marcas concorrentes, Matchbox e a Hot Wheels, a Majorette entrou na produção de miniaturas de carros feitos com plástico e de caminhões em escalas maiores. Um exemplo disto são as miniaturas da série "Kids Mate" com um Mini Cooper na escala 1:20, com detalhamento e em uma embalagem com cores vermelhas brilhantes. Na mesma série, está uma coleção de caminhões feitos com plástico como caminhão de lixo; caminhão de madeira e um caminhão com contêiner.
Em 2012, um tsunami destrói a fábrica da Majorette na Tailândia que é totalmente reconstruída, com a maioria dos 470 funcionários mantendo seus empregos e com novos moldes e maquinários mais modernos, substituindo todos os equipamentos de moldagem por injeção de zinco, quase todas as máquinas de injeção de plástico e todos os equipamentos mecânicos, expandindo a fábrica com o tamanho de 13.000 m². O investimento total nesta reconstrução foi de aproximadamente € 10 milhões.
Em 2015, na Feira Internacional de Brinquedos, são apresentadas as novas embalagens e designs dos produtos da Majorette.
Em 2016, ocorre o vencimento da prorrogação do registro da marca MAJORETTE SOLIDO no Brasil (em 25 de dezembro de 2016).
Em 2019, a Simba Dickie Group adquiri a marca americana Jada Toys e realiza a parceria entre a Jada Toys e a Majorette na venda de alguns modelos da marca, tanto no mercado americano quanto em outros países, incluindo o Brasil, através de importadores.
Em 2020, foi retomada a venda dos produtos da Majorette no Brasil, através da parceria com a empresa importadora de miniaturas colecionáveis no país, a Califórnia Toys.

## Séries e modelos

### Veículos padrão
Ao longo dos anos, a Majorette adaptou-se à crescente concorrência, com resultados mistos. A primeira linha foi a série com 100 de veículos de aproximadamente 3 polegadas. Em seguida, é lançada a série 200 do mesmo tamanho por volta de 1970 e teve muito sucesso quando a Majorette se mudou para muitos mercados mundiais. As miniaturas de carros e caminhões das séries 100 e 200 eram semelhantes com os da Matchbox, embora o foco da marca fosse os veículos franceses. Alguns foram lançados em um estilo bastante volumoso e grosso quando comparados com Matchbox, Siku ou Tomica.
As populares combinações da série 300 de modelos de carros com reboques e barcos, bem como caminhões semiarticulados, datavam de meados da década de 1970, tendo os modelos mais famosos e populares: Volkswagen Beetle rebocando caiaques em um trailer, o trailer de trator com cobertura de lona Renault Michelin em azul e amarelo da década de 1980 e a picape Chevy carregando um iate luxuoso. A marca também fez modelos dos ônibus de dois andares de Londres na série 300 em meados da década de 1980, emboora as miniaturas decoradas com Majorette tinham pouca semelhança com os ônibus reais de Londres.

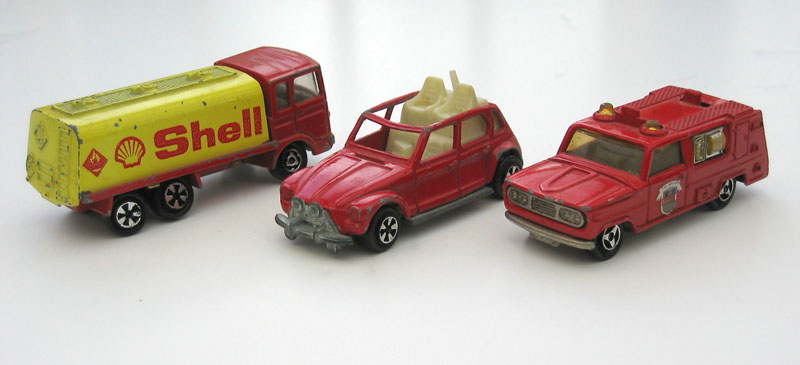
Miniaturas da Majorette da década de 1970 nas escalas 1:60, 1:80, 1:100

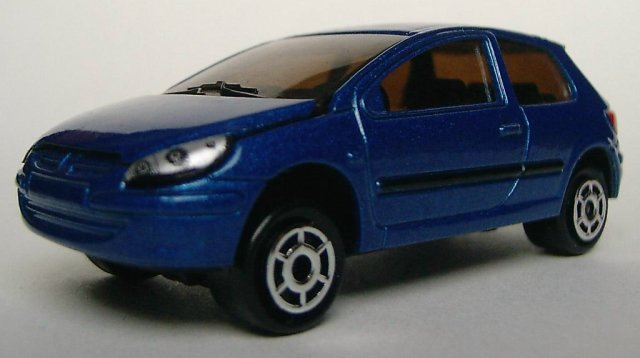
Pegeout 307 da Majorette

As embalagens dos modelos Majorette sempre tiveram suas cores nos tons vermelho ou laranja. Os carros e caminhões da série 300 da década de 1970 exibiam um pacote de cartão em forma de bolha de estilo art déco de aparência nostálgica com a cor amarela na parte inferior que tempos depois foi substituída pela cores laranja, vermelho e depois roxo. No centro da embalagem, havia um desenho de seta espectralmente apontando para baixo com as cores verde claro no topo com uma transição para verde escuro e azul. Os versos das embalagens apresentavam quinze ilustrações de outros modelos da série 300 com seus respectivos números. Cada embalagem era a mesma para cada modelo, com pequenos adesivos dourados nas bolhas de plástico indicando o número e o tipo de veículo em francês.
Na década de 1980, os blisters da série 200 eram simples, em vermelho e branco com o logotipo da Majorette em dourado. Por um tempo, não houve ilustrações na embalagem. Logo, as ilustrações apareceram e os cartões apareceram com fundos vermelhos ou azuis. Quase ao mesmo tempo, especialmente para o mercado dos Estados Unidos, os veículos eram frequentemente colocados em recipientes de plástico transparente coloridos em dourado, branco e vermelho. Na década de 1990, os veículos normalmente apareciam em cartelas vermelhas brilhantes com mais gráficos e ilustrações com uma faixa amarela ao redor do nome Majorette. .
Semelhante a Matchbox, Budgie ou a Siku, a série padrão de carros tinha a escala 1:64, que estava alinhada principalmente a de três polegadas. Outros fabricantes, como o Spot On da Tri-ang, mantinham uma escala precisa em todos os seus modelos de veículos, o que costumava ser um problema ao considerar técnicas de embalagem uniformes. A escala variava se um veículo Majorette era um minicarro pequeno como o Renault Twingo ou o caminhão Volvo Yoplait, todos ancorados em proporção ao tamanho de 2,5 a 3 polegadas.
Durante a década de 1980, muitos outros modelos de carros maiores, caminhões, veículos agrícolas e de construção foram introduzidos no tamanho de 4 a 6 polegadas. Isso variava da limusine Lincoln a tratores agrícolas, reboques e betoneiras. Todos foram embalados na mesma embalagem vermelha. Entre eles, estavam a série 600 de caminhões semitrator.

### Sonic Flashers
Uma linha de miniaturas da Majorette era conhecida como "Sonic Flashers". Com tamanho semelhante aos veículos padrão, quando pressionadas, produziam um toque de sirene e com luzes piscando. Eles vieram nas versões militar, policial, bombeiros e ambulância. Esses veículos tinham eletrônicos duráveis, com baterias com duração de até uma década inteira antes de perder energia. Atualmente, os veículos Majorette "leves e sonoros" preenchem essa lacuna, embora sejam maiores, com motores de corda pull-back.

### Road Eaters
Outra linha baseada na série 200 foi "Road Eaters". Miniaturas de carros regulares que eram oferecidos com impressão tampo de vários produtos de empresas alimentícias impressos neles, como o Willy Wonka "Gobstoppers"; "Nerds"; "Dweebs" e "Runtz" doces, "Swanson Kids Fun Feast" e "Swanson Kids Grilled Cheese Barnie Bear"; "Campbell's Dinosaur Vegetable Soup"; "Campbell's Teddy Bears"; " Cry Baby "; "Pepsi" e "Diet Pepsi"; "Cheetos"; "Peter Pan Creamy" e "Franco American Spaghett", além de outros produtos alimentícios que também foram anunciados e cupons alimentação que foram oferecidos com os veículos, geralmente em dois pacotes. Outra linha popular da "Road Eaters" foram os veículos "Circus" e os da marca "Coca-Cola".

### Majo-kits
Por volta do mesmo período, o Sr. A. Kikoler e sua marca de brinquedos Kiko também chegaram a um acordo com a Majorette para a produção de aproximadamente 15 modelos da Majorette no Brasil, em uma fábrica no Rio de Janeiro. Novamente, como no caso da Inbrima, foram usados esquemas de cores locais e pinturas exclusivas do Brasil. Os modelos Kiko incluíam o Datsun 240Z, o VW T2, o Citroen Dyane e o Renault 4. Nas bases, foi colocada a "Kiko Majorette" sobre o nome Majorette original, com "Made in Brazil" escrito em português.

### Aviões / helicópteros
Embora a Majorette fosse uma marca fabricante de veículos como carros e caminhões, a marca teve uma linha de aviões e helicópteros para competir com os modelos da Matachbox, os "Skybusters". A linha de aviões e helicópteros da Majorette foi expandida em 2013 para incluir companhias aéreas como a Air Mauritius e TUIFly, junto com outros modelos de empresas fictícias.

## Fabricação no Brasil e em Portugal
Entre as décadas de 1970 e 1980, as empresas brasileiras de brinquedos Inbrima e Kiko fabricaram alguns dos modelos da Majorette sob sua licença. Ao produzir localmente, a Majorette se beneficiou ao evitar pagamento de impostos sobre as importações da França. No Brasil, a produção se estabeleceu na recém criada Zona Franca de Manaus, criada com o objetivo de impulsionar o desenvolvimento regional no estado do Amazonas através da produção local.
Os modelos fabricados pela Inbrima possuíam uma “etiqueta preta” afixada na base das miniaturas, identificando o local de sua fabricação, enquanto a maioria dos modelos possuíam a última aba plástica branca “FAB ZF MANAUS” afixada na base, indicando que os modelos foram produzidos naquela cidade.
Por volta do mesmo período, o Sr. A. Kikoler e sua marca de brinquedos Kiko também chegaram a um acordo com a Majorette para a produção de aproximadamente 15 modelos da Majorette no Brasil, em uma fábrica no Rio de Janeiro. Novamente, como no caso da Inbrima, foram usados esquemas de cores locais e pinturas exclusivas do Brasil. Os modelos Kiko incluíam o Datsun 240Z, o VW T2, o Citroen Dyane e o Renault 4. Nas bases, foi colocada a "Kiko Majorette" sobre o nome Majorette original, com "Made in Brazil" escrito em português.
Os modelos fabricados pela NOVACAR, eram bem feitos, com corpos plásticos e bases metálicas e que por um tempo foram comercializados como uma nova série "100", porém, alguns dos modelos regulares da Majorette também foram produzidos em Portugal, pois os pacotes de bolhas foram marcados com "P" vermelho, "F" e "T" para Portugal, França ou Tailândia.
Com a crise financeira da empresa na década de 1990, a fabricação das miniaturas na matriz da NOVACAR e de suas subsidiárias foram encerradas, tendo toda a produção de miniaturas da marca transferida para a Tailândia.